# توم براون
توم براون (بالإنجليزية: Tom Brown)‏ (و. 1913 – 1990 م) هو ممثل، وممثل أفلام، وممثل تلفزيوني، من الولايات المتحدة الأمريكية، ولد في مدينة نيويورك، توفي عن عمر يناهز 77 عاماً بسبب سرطان الرئة.

## وصلات خارجية
- توم براون على موقع IMDb (الإنجليزية)
- توم براون على موقع ألو سيني (الفرنسية)
- توم براون على موقع أول موفي (الإنجليزية)
- توم براون على موقع قاعدة بيانات الأفلام السويدية (السويدية)
- توم براون على موقع قاعدة بيانات الفيلم (الإنجليزية)
- توم براون على موقع كينوبويسك (الروسية)